# Peter McEnery
Peter McEnery (* 21. Februar 1940 in Walsall, Staffordshire, England als Robert Peter McEnery) ist ein britischer Schauspieler mit Charakterrollen im Film, Fernsehen und dem Theater. Er spielte in den 1960er und 1970er Jahren Hauptrollen in internationalen Kinoproduktionen unter anderem in Der Millionenschatz, Donegal, König der Rebellen, Die Gräfin und ihr Oberst, Leo, der Kriegsheld oder Die Katze und der Kanarienvogel.

## Leben und Karriere
Robert Peter McEnery wurde 1940 als Sohn von Charles und Ada Mary (geborene Brinson) McEnery in Walsall in der Grafschaft Staffordshire geboren. Schon früh wurde Peter McEnery unter Anleitung von Iris Warren an das Theaterhandwerk herangeführt. McEnery gab seinen Einstand über ein Theaterpraktikum im Jahr 1958. Zwei Jahre später hatte er seinen ersten professionellen Londoner Auftritt. Seit dieser Zeit ist er eng mit der Royal Shakespeare Company verbunden und spielte als Schauspieler auf der Bühne viele wichtige Charakterrollen, unter anderem die Titelrolle in Ron Daniels Produktion von 1979 in Perikles, Prinz von Tyrus 1981 den Oberon in der BBC Television Shakespeare Produktion von A Midsummer Night s Dream oder 1982 in der Produktion von The Life and Adventures of Nicholas Nickleby.
McEnerys Schauspielerkarriere im Fernsehen begann Ende der 1950er Jahre mit kleineren Rollen in britischen Fernsehserien wie ITV Television Playhouse, ITV Play of the Week, International Detective oder Armchair Theatre. Den größten Bekanntheitsgrad im Fernsehen erreichte er Mitte der 1970er Jahre mit seinen dramatischen Rollen als Edwin Clayhanger in der Serie Clayhanger die er in 22 Folgen verkörperte und 1979 in der englischen Abenteuerserie The Aphrodite Inheritance als er den David Collier in 8 Folgen spielte. 1986 sah man ihn als Landvermesser Harry Caines in 10 Folgen der TV-Serie The Collectors.
Seine Karriere auf der Leinwand begann 1960 in Ronald Neames Militärdrama Einst ein Held. Zu Beginn der 1960er zeichnete er einen Vertrag mit der Walt Disney Company und spielte bald Hauptrollen in Filmen wie Der Millionenschatz neben Hayley Mills und 1966 als Freiheitskämpfer in Michael O’Herlihys Abenteuerfilm Donegal, König der Rebellen. Nach der Zeit bei Disney sah man ihn in internationalen Produktionen wie in Roger Vadims Die Beute an der Seite von Jane Fonda und Michel Piccoli, in Robert Hosseins Historiendrama Ich tötete Rasputin neben Gert Fröbe oder in Duccio Tessaris Komödie Lieber eine junge Witwe.
1970 erreichte er den Höhepunkt seiner Kinokarriere mit Hauptrollen in Jerzy Skolimowskis Abenteuerfilm Die Gräfin und ihr Oberst als Partner von Claudia Cardinale, mit der Titelrolle in Douglas Hickox Komödie Seid nett zu Mr. Sloane, basierend auf dem Theaterstück des Dramatikers Joe Orton oder mit Marcel Camus Antikriegsfilm Leo, der Kriegsheld neben Komiker Bourvil.
In den 1970er Jahren sah man ihn dann nur noch vereinzelt in Kinofilmen wie in Freddie Francis prominent besetzter Horrorkomödie Geschichten, die zum Wahnsinn führen 1973 im Verbund von Schauspielern wie Kim Novak, Joan Collins oder Jack Hawkins, in dem Mysterythriller Spuren auf dem Mond 1975 von Regisseur Luigi Bazzoni an der Seite von Florinda Bolkan oder 1978 in Radley Metzgers Horrorkomödie Die Katze und der Kanarienvogel. In den 1980er, 1990er und 2000er Jahren spielte Peter McEnery bevorzugt Rollen im Theater oder im Fernsehen.
Seit Ende der 1950er Jahre hat er in mehr als 40 Rollen in internationalen Produktionen von Film und Fernsehen mitgewirkt.
Peter McEnerys erste Frau war die Schauspielerin Julie Peasgood. Seine Tochter Kate McEnery ergriff ebenfalls diesen Beruf. Sein jüngerer Bruder war der 2019 gestorbene Schauspieler John McEnery.

## Filmografie (Auswahl)
| - 1960: Einst ein Held (Tunes of Glory) - 1961: Heiß auf nackten Steinen (Beat Girl) - 1961: Der Teufelskreis (Victim) - 1964: Der Millionenschatz (The Moon-Spinners) - 1966: Die Beute (La curée) - 1966: Donegal, König der Rebellen (The Fighting Prince of Donegal) - 1967: Ich tötete Rasputin (J'ai tué Raspoutine) - 1968: The Other People - 1968: Negatives - 1968: Lieber eine junge Witwe (Meglio vedova) - 1970: Seid nett zu Mr. Sloane (Entertaining Mr. Sloane) - 1970: Die Gräfin und ihr Oberst (The Adventures of Gerard) - 1970: Leo, der Kriegsheld (Le mur de l'Atlantique) - 1973: Geschichten, die zum Wahnsinn führen (Tales That Witness Madness) - 1975: Spuren auf dem Mond (Le orme) - 1978: Die Katze und der Kanarienvogel (The Cat and the Canary) - 1996: Lucky Punch | - 1959: ITV Television Playhouse (1 Folge) - 1960: ITV Play of the Week (1 Folge) - 1960: International Detective (1 Folge) - 1960: Armchair Theatre (2 Folgen) - 1961: Candida (Fernsehfilm) - 1965: Theatre 625 (1 Folge) - 1970: Omnibus (1 Folge) - 1973: So It Goes (1 Folge) - 1976: Clayhanger (22 Folgen) als Edwin Clayhanger - 1979: The Aphrodite Inheritance (8 Folgen) als David Collier - 1980: Gefrier-Schocker (Hammer House of Horror) (1 Folge) - 1981: The Jail Diary of Albie Sachs (Fernsehfilm) - 1981: A Midsummer Night's Dream (Fernsehfilm) - 1983: Pictures (1 Folge) - 1984: Weekend Playhouse (1 Folge) - 1985: Florence Nightingale (Fernsehfilm) - 1986: The Collectors (10 Folgen) als Harry Caines - 1987: The Mistress (Fernsehserie) - 1988: Inspektor Morse, Mordkommission Oxford (Inspector Morse) (1 Folge) - 1991: Gefahr in der Savanne (Safari) (Fernsehfilm) - 1992: Witchcraft (Fernsehminiserie) - 1992: Boon (1 Folge) - 1994: All Quiet on the Preston Front (2 Folgen) - 2000: Reach for the Moon (Fernsehminiserie) - 2008: Scalp (Fernsehserie) |